# Chakotay
Chakotay é um personagem principal da telessérie americana de ficção científica Star Trek: Voyager (no título original em inglês, ou VOY), interpretado pelo ator Robert Beltran. Chakotay é um oficial da Frota Estelar e imediato da nave estelar USS Voyager com a patente de Capitão-de-Fragata (Commander, em inglês).
Antes de servir a bordo da Voyager, Chakotay havia abandonado a Frota Estelar para unir-se aos Maquis, um grupo rebelde que combatia os cardassianos. Comandante Chakotay é o Primeiro-Oficial da USS Voyager. Chakotay era o capitão da nave Maquis e, após a destruição desta, assume a cadeira de comandante da nave de Janeway (o Primeiro-Oficial original morreu quando a nave foi atirada para o quadrante delta).
É um índio norte-americano (o que explica sua tatuagem no rosto), cujos ancestrais deixaram a Terra para manterem os traços culturais. Ele é a ponte entre as tripulações da Frota Estelar e Maquis, agora que ambas se uniram para voltar para casa. Além disso, mantém sua palavra e, uma vez que sempre teve a lealdade dos outros, Chakotay faz de tudo pelo bem estar de seus amigos. Ele foi o 1º a aceitar o fato de que agora, eles, os Maqui eram uma única tripulação, uma tripulação da Frota Estelar.
Com a possibilidade da possível volta para casa, Chakotay preocupa-se com o fato de que, aos olhos da Federação, ele ainda é um Maqui. Chakotay é descendente de índios e já viveu ao lado do seu grande amor momentos inesquecíveis mas jamais assumiu esta paixão pela Capitã, assim como ela jamais o fez também. Entrou na Academia da Frota através de recomendações do Capitão Hirato Sulu. 
Enquanto era Maquis, Chakotay foi envolvido romanticamente com sua oficial Seska, sem saber que ela era uma agente de Cardassiana que tinha sido cirurgicamente alterada para se aparecer uma Bajorana. Seska que depois fugiu com um Kazon, Chakotay sentiu-se enganado, além de Seska roubar uma amostra do DNA dele para terem um filho que nasceu numa nave Kazon.
Chakotay foi assimilado temporariamente na coletividade Borg em uma missão de exploração na Expansão de Nekrit. A exposição breve dele a consciência Borg ajudou na cura de uma grave doença. Chakotay ajudou depois um grupo de Zangões Borg a restabelecer sua consciência de grupo necessária a uma vida de harmonia. Também ajudou a desconectar a Borg Seven of Nine da coletividade Borg. Desenvolveu posteriormente um relacionamento amoroso com Sete de Nove.[carece de fontes?]